# ناقل حركة ذو تعشيق مستمر
ناقل حركة ذو تعشيق مستمر (بالإنجليزية: Continuously Variable Transmission)‏ ويعرف اختصارا (CVT) هو ناقل حركة أوتوماتيكي، يتيح تغيير نسب التروس بشكل سلس ومستمر، على عكس نواقل الحركة التقليدية التي تعتمد على عدد محدد من النسب بخطوات ثابتة. يسمح هذا التصميم (مع التحكم المناسب)، للمحرك بالحفاظ على سرعة زاوية ثابتة بينما تتغير سرعة السيارة وفقًا للظروف.
يستخدم CVT في مجموعة متنوعة من المركبات، بما في ذلك السيارات، الجرارات، المركبات الجانبية (side-by-sides)، الدراجات النارية الصغيرة (scooters)، مركبات الجليد (snowmobiles)، الدراجات الهوائية، والمعدات الثقيلة. ويعتمد النوع الأكثر شيوعًا من CVT على نظام مكون من بكرتين متصلتين بحزام أو سلسلة، على الرغم من وجود تصميمات أخرى تم استخدامها في بعض الحالات.

## تاريخ
في عام 1879، اخترع ميلتون ريفز [الإنجليزية] ناقل حركة ذو تعشيق مستمر (كان يُعرف حينها بناقل الحركة متغير السرعة) لاستخدامه في نشر الأخشاب. وفي عام 1896، بدأ ريفز بتركيب هذا الناقل في سياراته، كما استخدمته عدة شركات تصنيع أخرى.
في عام 1911، استخدمت دراجة نارية من طراز Zenith Gradua 6HP نظام CVT يعتمد على البكرات. وبعد عام واحد، تم إطلاق دراجة Rudge-Whitworth Multigear بنظام CVT مشابه ولكنه مُحسّن. ومن بين السيارات المبكرة التي اعتمدت على CVT أيضًا كانت سيارات David الصغيرة ذات الثلاث عجلات التي صنعت في إسبانيا بين عامي 1913 و1923، وسيارة Clyno عام 1923 التي صُنعت في المملكة المتحدة، بالإضافة إلى سيارة Constantinesco Saloon عام 1926 التي صنعت أيضًا في المملكة المتحدة.